# Johann Schromm
Johann Schromm (n. 17 decembrie 1958) este un fost atlet român, specializat în alergări pe distanțe scurte.

## Carieră
Sportivul s-a remarcat la campionatele naționale în proba de 100 m pe care a câștigat-o în anii 1981, 1982, 1983 și 1987. În plus a obținut titlul la 200 m în 1982. La Jocurile Balcanice din 1982 de la București a câștigat medalia de bronz atât la 100 m cât și cu echipa de ștafetă de 4x100 m.
El deține recordul național la 60 m în sală, stabilit pe 14 februarie 1981 la București cu timpul de 6,60 s. A fost legitimat la Rapid București și pregătit de Mihai Zaharia.
Johann Schromm s-a stabilit în Germania.